# Bihain
Bihain (Waals: Bihin) is een dorp in de Belgische provincie Luxemburg en een deelgemeente van Vielsalm. Het is een typisch Ardens dorpje, waar landbouw en veeteelt een belangrijke activiteit is. In wezen bestaat het uit twee samenvloeiende straten die ter hoogte van de kerk samenkomen en aldus een soort "Y" vormen.
In de deelgemeente liggen nog verschillende dorpen en gehuchten, zoals Fraiture, Hébronval, Ottré, Petites-Tailles en Regné.

## Omgeving
Bihain is omgeven door bossen die zich tot ver in de omgeving uitstrekken. In de 17e en 18e eeuw werd sporadisch goud gevonden in de beekjes in deze bossen. De moerassen en venen van Tailles, die aansluiten op de Hoge Venen, en zo een gigantisch waterreservoir vormen, liggen eveneens in de buurt.
In de omgeving van Bihain kunnen sporadisch nog gesteenten gevonden worden in oude steengroeven. In het verleden zijn enkele bijzondere vondsten gedaan.
Op het grondgebied van de deelgemeente ligt de Baraque de Fraiture, met 651 meter het hoogste punt van de provincie Luxemburg.

## Geschiedenis
Bihain heeft een oude geschiedenis, maar daar is weinig van bekend. Oud, omdat het beschikt over een kasteelruïne, die onzichtbaar onder het oppervlak ligt, en waar alleen de oude inwoners de exacte locatie nog van kennen. De ruïne zou zich situeren 30 à 40 cm onder de oppervlakte, en begrensd zijn door de kerk en het vroegere gemeentehuis.
In Bihain wordt samen met Vielsalm het feest van de 'macralles' gevierd, een verwijzing naar heksen en hun sabbat.
De alleroudste gebouwen van Bihain bevinden zich op het korte Y-been als men uit de richting Petit-Tailles komt. Het voornaamste kenmerk zijn de rotsblokken waaruit de huizenconstructie bestaat, wat als 'authentieke' Ardense bouwtrant wordt gezien.
Op het eind van het ancien régime werd Bihain een gemeente. In 1823 werden bij gemeentelijke herindelingen in Luxemburg veel kleine gemeenten samengevoegd en buurgemeente Ottré werd bij Bihain gevoegd.
Tijdens het Ardennenoffensief op het einde van de Tweede Wereldoorlog, na de zware gevechten in Bastenaken, zijn de Duitse troepen gevlucht over Bihain, waar de vluchtweg nog steeds intact is. Aan het einde van de korte 'Y' is er een weg die onmiddellijk rechts, met helling, de bossen indraait. Kaarsrecht loop de weg richting Duitsland. In 2023 eindigt die weg na enkele kilometers omdat het beschermde moeras en venengebied hem de pas afsnijdt.
De Duitse troepen hebben destijds niet nagelaten diverse huizen in Bihain te verwoesten. Geallieerde interventies droegen hun steentje bij door de Duitse troepen te bombarderen. Sommige inwoners, gevlucht in hun kelders (die er als donjons van middeleeuwse kastelen uitzien) kwamen om door de rotsblokken die uit de gewelfconstructie naar beneden vielen.

## Demografische ontwikkeling
- Bronnen:NIS, Opm:1831 tot en met 1970=volkstellingen

## Bezienswaardigheden
- De Église Saint-Remi

Deelgemeenten: Bihain · Grand-Halleux · Petit-Thier · Vielsalm

Overige dorpen: Bêche · Burtonville · Cahay · Commanster · La Comté · Dairomont · Ennal · Farnières · Fraiture · Goronne· Hébronval · Joubiéval · Neuville · Ottré · Petit-Halleux · Petit-Tailles · Provedroux · Regné · Rencheux · Salmchâteau · Ville-du-Bois 

Belgische gemeenten · Arrondissement Bastenaken · Luxemburg · Wallonië